# Центральноамериканский кубок по пляжному футболу
Центральноамериканский кубок (исп. Copa Centroamericana de Fútbol Playa) — турнир по пляжному футболу для мужских национальных сборных Центральноамериканского футбольного союза, который разыгрывался в Сальвадоре. Организатором турнира являлась Сальвадорская федерация футбола.
Участниками во всех трёх розыгрышах (2014, 2016, 2018) были четыре команды. Трижды розыгрыш турнира проходил в Сальвадоре и во всех соревнованиях победу одерживали хозяева. Дважды с серебряными медалями финишировали представители сборной Коста-Рики и один раз — Панамы. Участие в турнире также принимали сборные Белиза и Гватемалы.
На организацию турнира 2016 года было потрачено 90 тысяч долларов.

## Результаты
| Год  | Призёры    | Призёры    | Призёры    | Призёры   |
| Год  | Победитель | 2-е место  | 3-е место  | 4-е место |
| ---- | ---------- | ---------- | ---------- | --------- |
| 2014 | Сальвадор  | Коста-Рика | Гватемала  | Белиз     |
| 2016 | Сальвадор  | Коста-Рика | Панама     | Гватемала |
| 2018 | Сальвадор  | Панама     | Коста-Рика | Белиз     |

## Медальный зачёт
| № | Команда    | Золото | Серебро | Бронза | Всего |
| - | ---------- | ------ | ------- | ------ | ----- |
| 1 | Сальвадор  | 3      | 0       | 0      | 3     |
| 2 | Коста-Рика | 0      | 2       | 1      | 3     |
| 3 | Панама     | 0      | 1       | 1      | 2     |
| 4 | Гватемала  | 0      | 0       | 1      | 1     |

## Лучшие игроки
| Год  | Лучший бомбардир        | Лучший вратарь    |
| ---- | ----------------------- | ----------------- |
| 2014 | Франк Веласкес          | Элиодоро Портильо |
| 2016 | Джосимар Даунер         |                   |
| 2018 | Хосе Батрес Рачит Гомес | Элиодоро Портильо |